# NGC 4013
NGC 4013 ist eine aktive Spiralgalaxie vom Hubble-Typ SAb mit ausgedehnten Sternentstehungsgebieten im Sternbild Großer Bär. Sie ist schätzungsweise 39 Millionen Lichtjahre von der Milchstraße entfernt und hat einen Durchmesser von etwa 60.000 Lichtjahren. Die Entfernungsmessungen basierend auf den Radialgeschwindigkeiten stimmen nicht mit den rotverschiebungsunabhängigen Entfernungsschätzungen von 59 ± 8 Millionen Lichtjahren überein. 
Im Dezember 1989 wurde hier die Supernova SN 1989Z beobachtet.
Das Objekt wurde am 6. Februar 1788 von dem deutsch-britischen Astronomen Wilhelm Herschel entdeckt.